# 奚晓明
奚晓明（1954年6月—），江苏常州人。1972年1月参加工作，1975年9月加入中国共产党，北京大学法律系经济法专业毕业，研究生学历，法学博士学位。原最高人民法院副院长、中华人民共和国二级大法官。2015年8月因涉嫌违纪违法被中央纪委审查，后被开除党籍和公职。2017年2月因受贿罪获判无期徒刑。

## 生平
早年为沈阳市和平区公安局警察；后毕业于吉林大学法律系，1991年9月至1992年9月在英国伦敦大学学习。历任最高人民法院研究室书记员、审判员，经济审判庭副庭长，审判委员会委员、民事审判第二庭庭长。2004年6月起担任中国最高人民法院党组成员、副院长、审判委员会委员。二级大法官。
2015年7月12日，中央纪委监察部网站公布消息指奚晓明涉嫌严重违纪违法，接受组织调查。奚晓明的妻子吴建伟和儿子奚众也被带走调查，办案部门在其儿子家中抄出三亿现金。
奚晓明是自黄松有之后第二位因经济问题落马的最高人民法院副院长，他的落马很可能跟山西煤商张新明的一起百亿矿山争夺案有关。2015年9月29日，中纪委通报奚晓明被双开，移送司法机关。2017年1月10日，天津市第二中级人民法院一审公开开庭审理，天津市人民检察院第二分院指控：奚晓明利用职位便利，为相关单位和个人在案件处理、公司上市等事项上提供帮助，直接或间接接受财物共计折合人民币1.14596934亿元。2017年2月16日，天津市第二中级人民法院一审宣判，奚晓明犯受贿罪，判处无期徒刑，剥夺政治权利终身，并处没收个人全部财产。奚晓明当庭表示服从判决，不会上诉。

## 家族
- 配偶：吴建伟，原最高人民法院经济审判庭庭长。
- 儿子：奚众，利用奚晓明在最高法院的权势，在深圳开办律师事务所，大量接手特大经济纠纷案件和其它案件，收取巨额代理费用，然后通过奚晓明或明或暗地打招呼、暗示或影响，干预省、地、市三级法院的审判，使得本不可能胜诉的案件得到如愿判决。

## 评价
2015年8月20日，中共中央政法委书记孟建柱在全国律师工作会议上，就奚晓明被立案调查表示：“作为在最高法院工作33年的老法官，奚晓明却同个别违法律师、司法掮客、不法商人相互勾结，收受巨额贿赂，这是司法界的耻辱。”
2016年3月13日，最高人民法院院长周强在宣读最高人民法院工作报告时指出奚晓明案“影响恶劣、教训深刻”。